# Sophie Mousel
Sophie Mousel, née le 31 mars 1991, est une actrice luxembourgeoise.

## Biographie
Sophie Mousel a étudié le théâtre au Cours Florent à Paris en 2011-2015, et a depuis joué dans de nombreuses productions cinématographiques, télévisuelles et théâtrales,.
En 2019, elle tient le rôle principal féminin dans la série Capitani, pour laquelle elle reçoit le prix du cinéma luxembourgeois 2021.

## Filmographie

### Cinéma
- 2017 : Je suis un peu pas trop sûr de moi - Réalisateur : Raphaël Thamberger - (Kuerzfilm)
- 2017 : Le Correspondant - Réalisateur : Jean-Michel Ben Soussan
- 2017 : Souvenir - Réalisateur : Bavo Defurne
- 2017 : Rock'n Roll - Réalisateur : Guillaume Canet
- 2017 : La Deuxième Étoile - Réalisation : Lucien Jean-Baptiste
- 2017 : Ma fille - Réalisation : Naidra Ayadi
- 2018 : Nicky Larson et le parfum de Cupidon - Réalisation : Philippe Lacheau[5]
- 2018 : Blood Craft - Réalisateur : James Cullen Bressack
- 2018 : Le retour du Superjhemp - Réalisateur : Félix Koch
- 2019 : Love Bug - Réalisateur : Cédric Prévost
- 2019 : De Buttek - Réalisateur : Luc Feit
- 2019 : Skin Walker - Réalisateur : Christian Neuman
- 2021 : An zéro : Comment le Luxembourg a disparu - Réalisé par : Myriam Tonelotto et Julien Becker
- 2022 : Une histoire provisoire - Réalisateur : Romed Wyder
- 2024 : Les Dernières Cendres (Läif a Séil) de Loïc Tanson

### Télévision
- 2018 : Room for Rent (série télévisée) :
- 2019, 2022 : Capitani (série TV), réalisation : Christophe Wagner[6]